# Gurgel X10 Xavante
O X10 Xavante é um jipe compacto da Gurgel.